# Horní Cerekev
Horní Cerekev település Csehországban, a Pelhřimovi járásban. Horní Cerekev Rohozná, Švábov, Batelov, Nová Buková, Nový Rychnov, Počátky, Horní Ves, Černov, Pelhřimov és Bělá településekkel határos. Lakosainak száma 1900 fő (2024. január 1.).

## Népesség
A település lakosságának változását az alábbi diagram mutatja:
| Lakosok száma | 2716 | 2798 | 2704 | 2246 | 1961 | 1845 | 1840 | 1822 | 1786 | 1900 |
|               | 1869 | 1890 | 1921 | 1950 | 1980 | 2001 | 2017 | 2019 | 2022 | 2024 |